# Port lotniczy Kelowna
Port lotniczy Kelowna – międzynarodowy port lotniczy położony 11,5 km na północny wschód od centrum Kelowna, w Kolumbii Brytyjskiej.